# Friedrich Gottlieb Stark
Friedrich Gottlieb Stark   (Waldenburg, 29 d'agost de 1742 - 20 de maig de 1807) fou un compositor del Classicisme que també es distingí com a organista. Deixà les següents composicions: Gedanken und Empfindungen beim Kreutze Jesu auf Golgatha, i els oratoris, El fariseu i La Passió.